# Théâtre-Lyrique

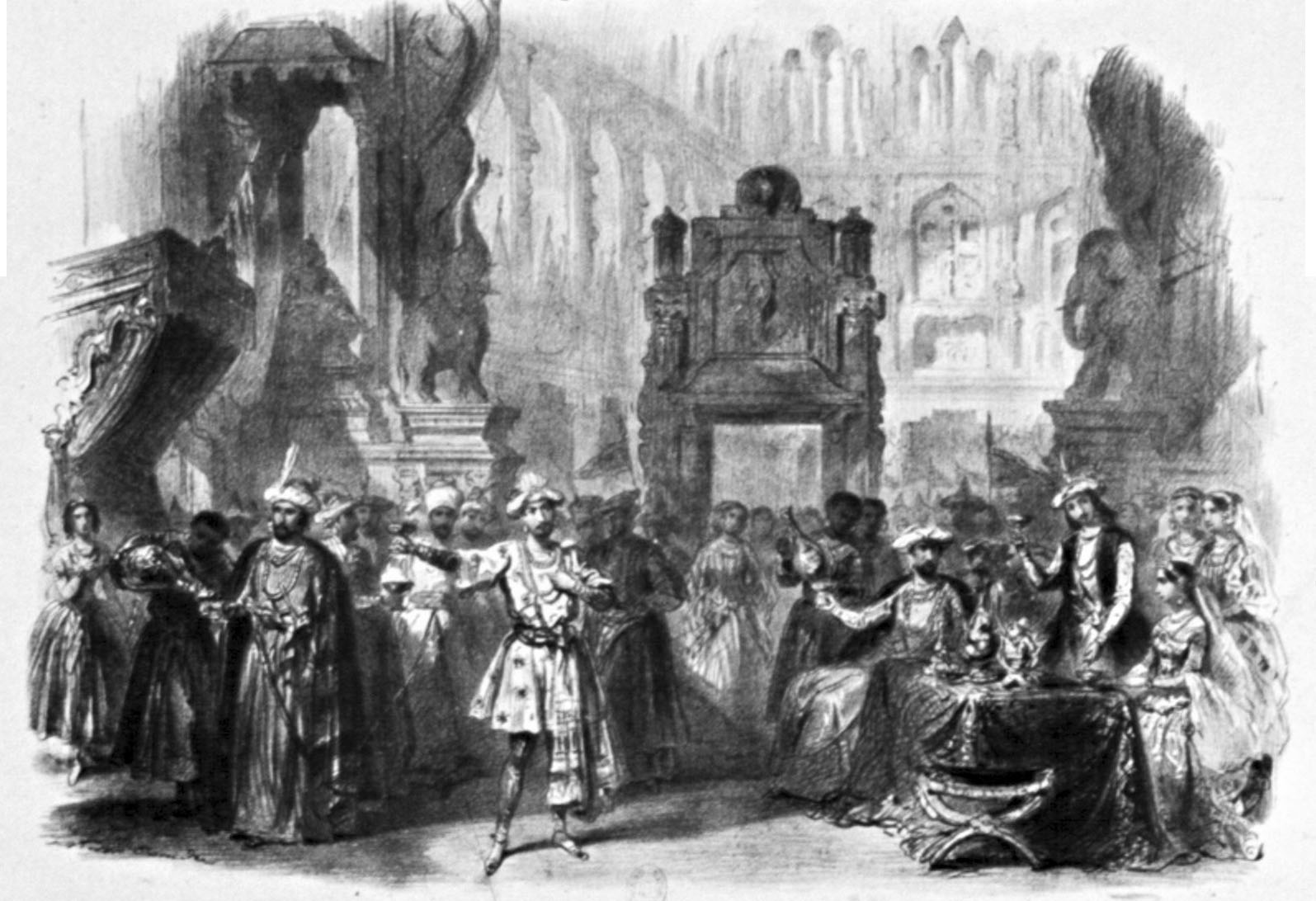
Escena de la opéra-comique Si j'étais roi (1854).

El Théâtre-Lyrique o Théâtre Lyrique fue una de las cuatro compañías de ópera que actuaron en París a mediados del siglo XIX (las otras tres fueron la Opéra, la Opéra-Comique y el Théâtre-Italien). 

## Diversas denominaciones
El Théâtre-Lyrique fue el nombre que recibieron sucesivamente varios teatros de París en el siglo XIX:
1. El primero, situado en el boulevard du Temple, 72 (actual 10 de la place de la République, París 11e). Fundado en 1847 como Théâtre-Historique, se convirtió en Opéra-National en 1851 y pasó a llamarse Théâtre-Lyrique en 1852. Desapareció en 1863, cuando se excavó la place de la République en el marco de las transformaciones de Haussmann.
2. El segundo, situado en la place du Châtelet, en el emplazamiento del actual Théâtre de la Ville, fue construido entre 1860 y 1862 y desaparecido en un incendio el 25 de mayo de 1871, durante los sucesos de la Comuna. Reconstruido en 1874, el teatro reabrió sus puertas como Théâtre-Lyrique-Dramatique antes de convertirse de nuevo en Théâtre-Historique en 1875.
3. El tercero, situado en la rue Scribe, 17, se inauguró en 1866 con el nombre de Athénée. Pasó a llamarse Théâtre-Lyrique el 11 de septiembre de 1871, y después Théâtre-Lyrique-National entre marzo y junio de 1872 bajo la dirección de Louis Martinet. Cerró en 1883.
4. El director de orquesta Albert Vizentini, antiguo concertino del segundo Théâtre-Lyrique, resucitó un Théâtre-National-Lyrique (también llamado Opéra-National-Lyrique o Théâtre-Lyrique-National) en el Théâtre de la Gaîté, que había tomado la dirección de Jacques Offenbach en 1874. Entre el 5 de mayo de 1876 y el 2 de enero de 1878, creó varias óperas, entre ellas Paul et Virginie de Victor Massé o Le Timbre d'argent de Camille Saint-Saëns.
5. Posteriormente, otras compañías adoptaron el nombre de Théâtre-Lyrique durante sus residencias en el Théâtre du Château-d'Eau (13 de octubre de 1888 - 5 de marzo de 1889) y en el Théâtre de la Renaissance (enero-marzo de 1893; marzo de 1899 - marzo de 1900).

## Historia

### Primer auditorio (1847-1860)

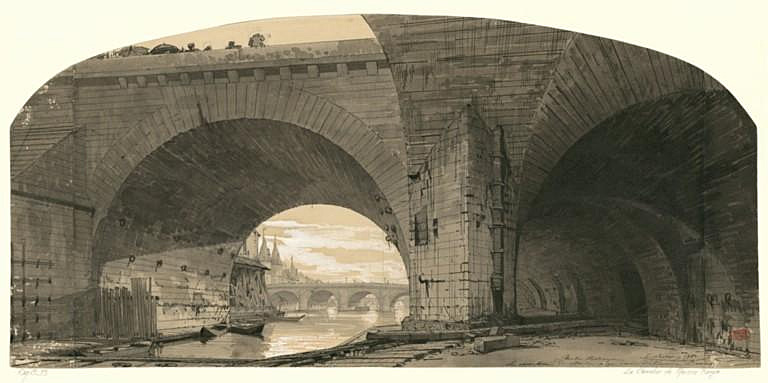
Boceto del decorado de Le Chevalier de Maison-Rouge (1847).

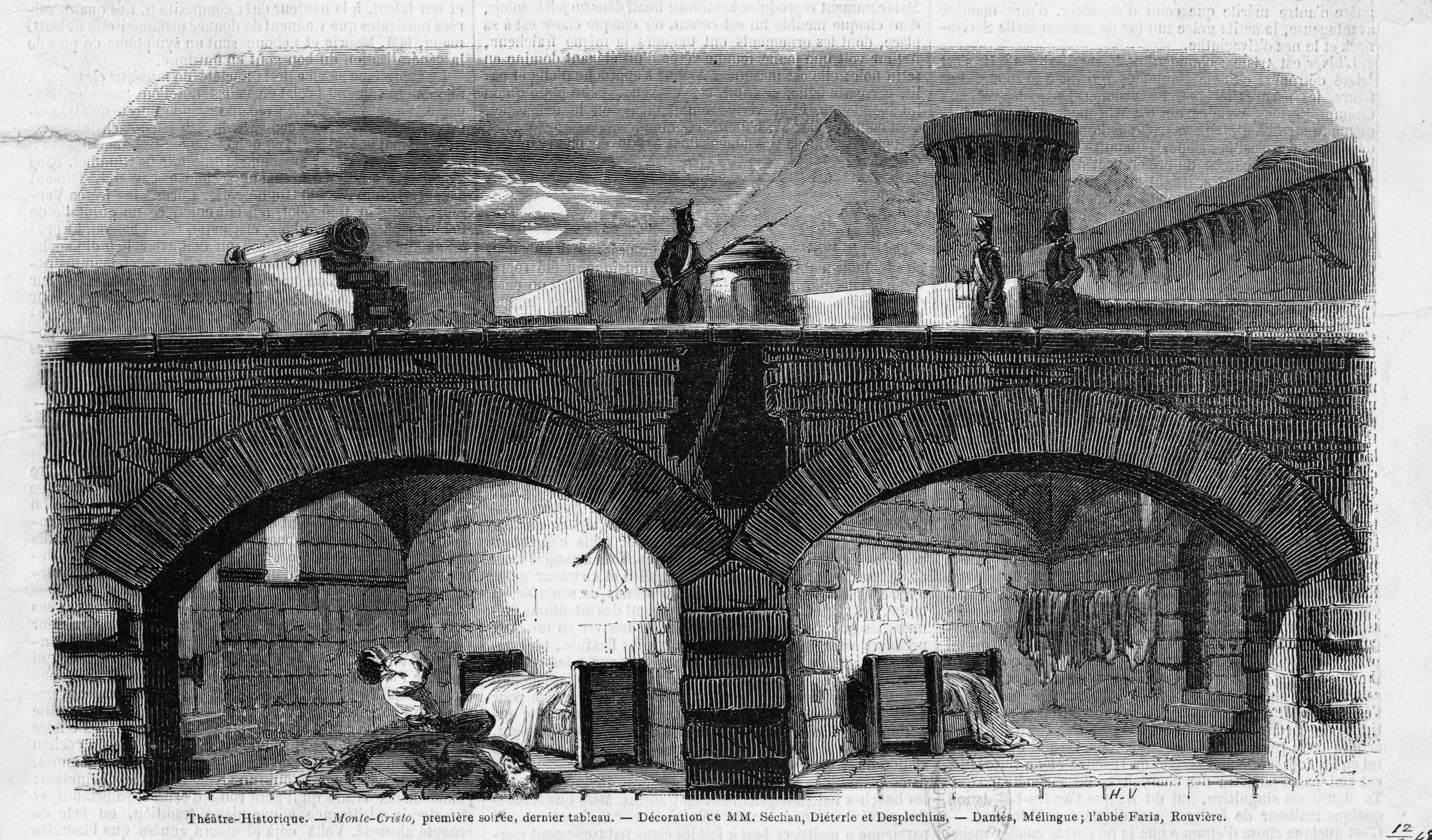
Decorado del último acto de Le Comte de Monte-Cristo (1848).

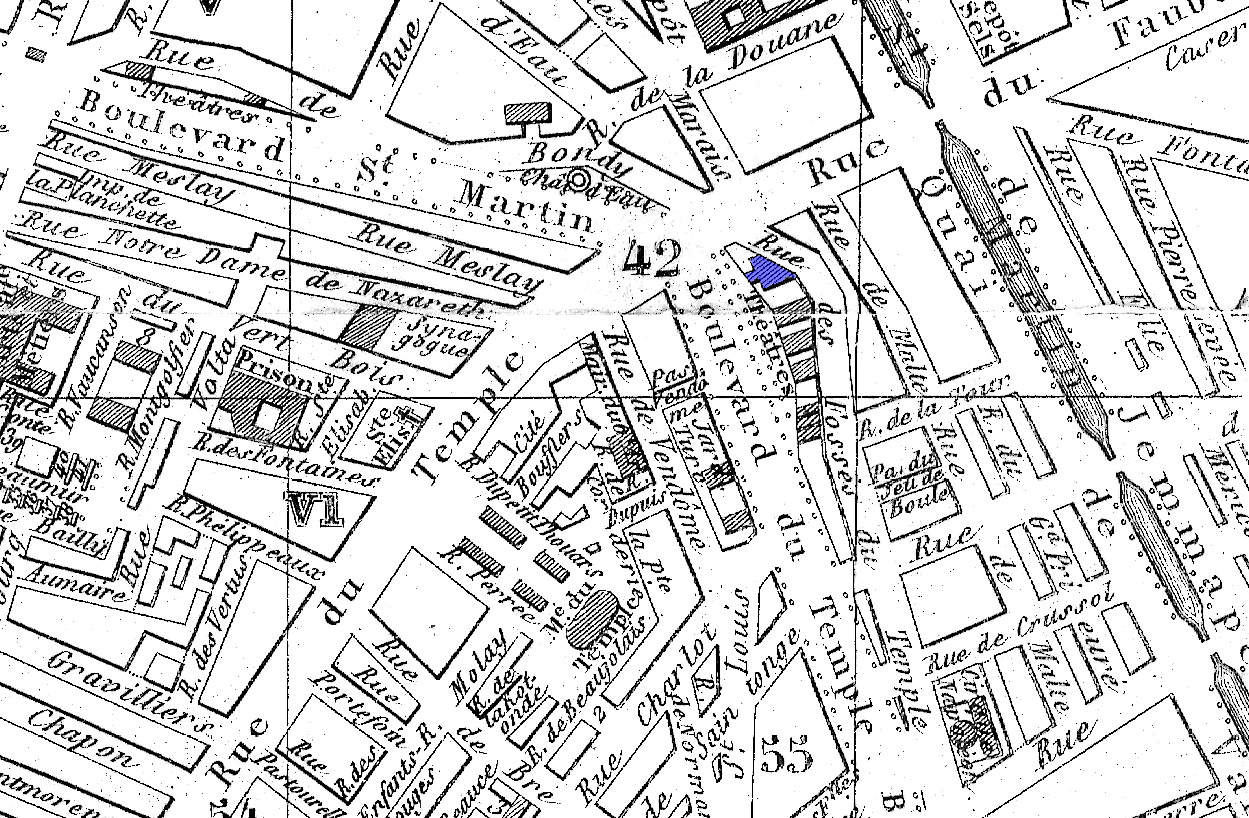
Ubicación del Théâtre-Historique en un mapa de París de 1857.

Encargado por el escritor Alexandre Dumas con la ayuda del duque de Montpensier, hijo de Luis Felipe I, para promover adaptaciones teatrales de sus novelas, el teatro se inauguró el 20 de febrero de 1847 con el nombre de Théâtre-Historique con La Reine Margot, un drama en doce actos de Dumas y Auguste Maquet. Fue dirigida por Hippolyte Hostein, futuro director (entre otros) del Théâtre du Châtelet y del Théâtre de la Renaissance. Le siguieron Le Chevalier de Maison-Rouge, basada en la novela del mismo nombre y con Le Chant des Girondins, que se convirtió en el himno nacional bajo la Segunda República,) Le Comte de Monte-Cristo (cuyas representaciones fueron interrumpidas por la revolución de 1848), La Jeunesse des mousquetaires, Le Chevalier d'Harmental, La Guerre des femmes, Le Comte Hermann y Urbain Grandier. Dumas también acogió La Marâtre (1848), de Honoré de Balzac. Pero la suntuosidad de las producciones y los acontecimientos políticos llevaron a Hostein a dimitir y a Dumas a la bancarrota. La quiebra se declaró el 20 de diciembre de 1850.
El 27 de septiembre de 1851, Edmond Seveste, cuya familia poseía varios de los principales teatros parisinos, inauguró la Opéra-National, dedicada al repertorio operístico, con Mariquita la sorcière de Xavier Boisselot, libreto de Eugène Scribe y Gustave Vaëz. Aprovechó así el privilegio obtenido tres años antes por el compositor Adolphe Adam de abrir un tercer escenario lírico parisino, para compensar la reticencia de las instituciones oficiales (la Académie royale de musique y la Opéra-Comique) hacia los jóvenes compositores. Puso en escena La Perle du Brésil, de Félicien David, y La Butte des moulins, de Boieldieu, antes de morir repentinamente en febrero de 1852. Su hermano, Jules Seveste, asumió la dirección del teatro, que rebautizó Théâtre-Lyrique. Julio Verne, entonces un joven escritor de obras de bulevar, que intentaba que se representaran (algunas de las cuales consiguió), se convirtió en el secretario, cargo que ocupó hasta 1855. Si j'étais roi de Adam se estrenó el 4 de septiembre de 1852, al igual que Violetta, la versión francesa de La traviata de Verdi, y Élisabeth, la versión francesa de Elisabetta al castello di Kenilworth de Donizetti.
Jules Seveste murió en junio de 1854. Fue reemplazado por Émile Perrin, quien al mismo tiempo dirigía la Opéra-Comique y se arruinó en creaciones, sucediéndole en 1856 Léon Carvalho, antiguo cantante y futuro director de la Opéra-Comique, que quiso ofrecer a su esposa, la cantante Caroline Miolan-Carvalho, papeles a la altura de su talento. Recurrió a los mejores compositores de la época y en cuatro años creó obras de gran calidad, como Les Dragons de Villars de Louis-Aimé Maillart, La Reine Topaze y La Fée Carabosse de Victor Massé y, sobre todo, una de las óperas francesas más populares: Faust de Charles Gounod, estrenada el 19 de marzo de 1859. El secretario general del teatro, Charles Réty, también puso en escena La Statue de Ernest Reyer y La Chatte merveilleuse de Albert Grisar antes de abandonar en mayo de 1862.
El 29 de octubre de 1862, bajo los auspicios del dramaturgo Édouard Brisebarre, que, al igual que Dumas, deseaba un escenario para sus producciones, se produjo un último intento de resucitar el Théâtre-Historique. Rebautizado como Théâtre du Boulevard du Temple el 14 de noviembre de 1862, cerró definitivamente el 21 de octubre de 1863. En su lugar se construyó una sucursal de los Magasins réunis, obra del arquitecto Gabriel Davioud.

### Segundo auditorio (1862-1874)

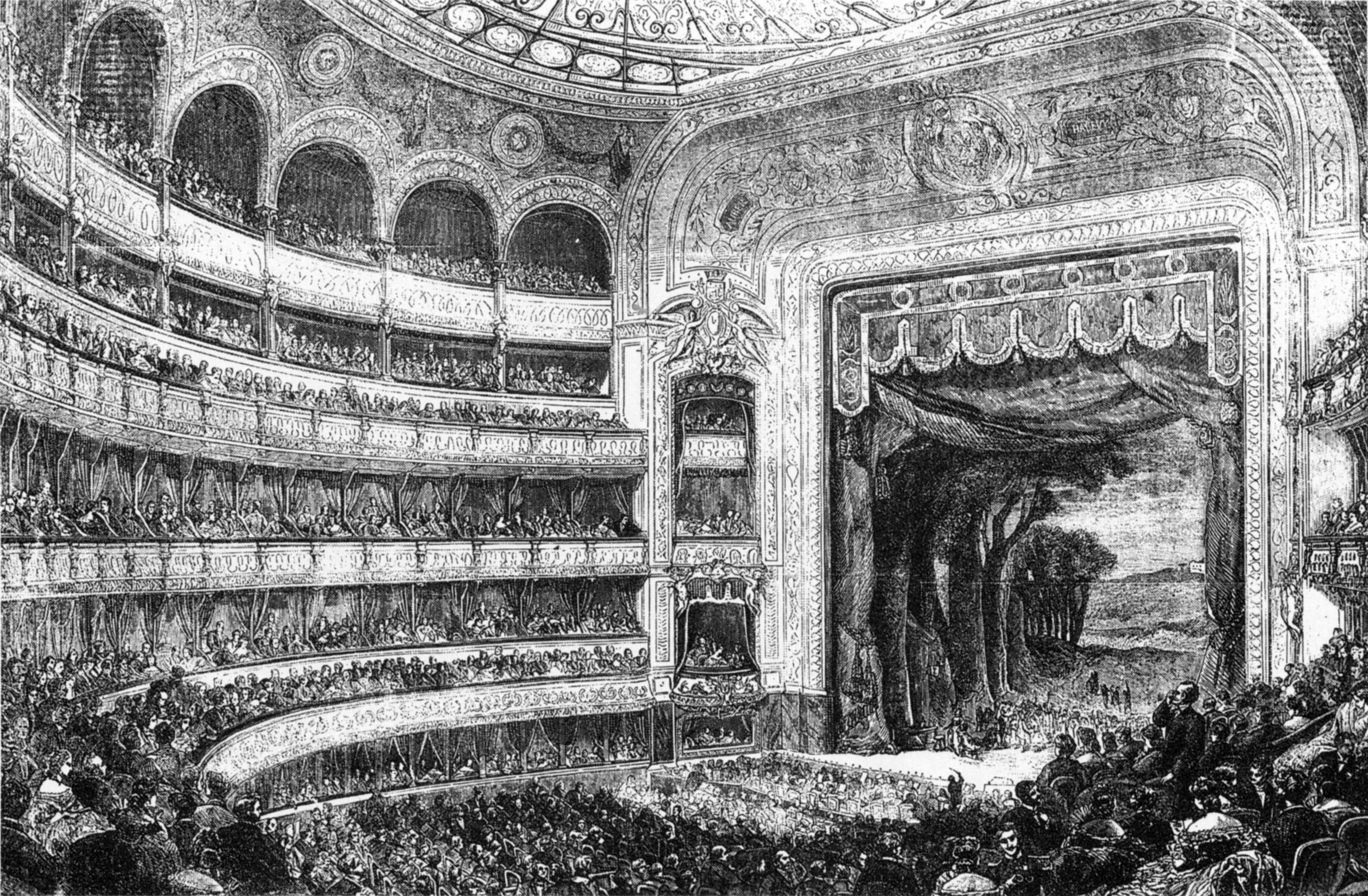
El Théâtre-Lyrique durante el estreno de Don Quichotte de Ernest Boulanger.

Ante la expropiación debida a la excavación de la plaza de la República a principios de 1862, Carvalho trasladó su compañía al nuevo teatro (Théâtre de la Ville) construido en la plaza del Châtelet.
En él se estrenaron importantes obras de la ópera francesa, como Mireille (1864) y Roméo et Juliette (1867) de Charles Gounod, Les Pêcheurs de perles (1863) y La Jolie Fille de Perth (1866) de Georges Bizet y la segunda parte de Les Troyens de Hector Berlioz (1863). El director Jules Pasdeloup asumió la dirección en 1868, pero el teatro fue destruido por un incendio el 25 de mayo de 1871 durante la Semaine sanglante al final de la Comuna de París. Tras los sucesos de la Comuna, Hippolyte Hostein asumió la dirección del Châtelet y nombró a Eugène Castellano administrador del teatro y, en 1874, director del contiguo Théâtre-Lyrique-National.
Las obras dramáticas representadas no tenían nada que ver con el repertorio original de la sala, por lo que Castellano decidió que a partir del 21 de julio de 1875 su compañía adoptaría el nombre más apropiado de Théâtre-Historique. Dumas, al estar muerto, no pudo impedirlo, pero el prefecto del Sena protestó y ordenó a su inquilino que conservara el título de Théâtre-Lyrique, del que la Ciudad deseaba ser el único dueño. El presidente, al final, dictaminó que a Castellano se le requería utilizar el nombre de Théâtre-Lyrique, aunque podía conservar el nombre de Théâtre-Historique en sus carteles.   estaba obligado a volver al nombre de Théâtre-Lyrique, pero a conservar el título de Théâtre-Historique en sus carteles. El ingenio del director desbloqueó la situación haciendo grabar en el frontón del monumento: "Ancien Théâtre-Lyrique. Représentations par les Artistes du Théâtre-Historique", con estas dos últimas palabras en letras mucho más grandes. Sucesivamente puso en escena Le Drame au fond de la mer y Regina Sarpit para el debut teatral de Georges Ohnet, y Latude, luego Marceau, la centésima de Hamlet o la Comtesse de Lèrins. A Castellano se le ocurrió la idea de poner a la venta las entradas a precio reducido para la ocasión: las localidades más caras se vendían por una cantidad mínima, en virtud de ciertas combinaciones que escapaban al público. Sin embargo, esta práctica resultó perjudicial a corto plazo.